# Руане, Сержиу Паулу
Сержиу Паулу Руане (порт. Sérgio Paulo Rouanet; 23 февраля 1934, Рио-де-Жанейро — 3 июля 2022, Рио-де-Жанейро) — бразильский дипломат, философ, эссеист и учёный-антрополог. Он был национальным министром культуры в период с 1991 по 1992 год, и за время своего пребывания в должности он создал Lei de Incentivo à Cultura (Закон о стимулировании культуры), закон о налоговых кредитах для компаний и граждан, спонсирующих культурную деятельность, который стал известен как Закон Руане.
Руане был членом Бразильской академии литературы с 1992 года до своей смерти.

## Жизнь и карьера
Он родился в Рио-де-Жанейро, окончил факультет социальных наук Папского католического университета Рио-де-Жанейро. Он получил степень магистра политических наук в Джорджтаунском университете, экономики в Университете Джорджа Вашингтона, философии в Нью-Йоркской школе социальных исследований, а также докторскую степень в Университете Сан-Паулу.
Руане был генеральным консулом Бразилии в Цюрихе с 1976 по 1982 год и послом Бразилии в Дании с 1987 по 1991 год, когда тогдашний президент Фернанду Колор ди Мелу назначил его на должность национального министра культуры. После импичмента Колора ди Мелу в 1992 году Руане ушёл в отставку и был назначен генеральным консулом Бразилии в Берлине с 1993 по 1995 год и послом в Чехии с 1995 по 2000 год.
Кроме того, Руане отличился тем, что был переводчиком в Бразилии философа Вальтера Беньямина.

## Смерть
Руане умер от болезни Паркинсона 3 июля 2022 года в Рио-де-Жанейро.

## Книги
- O homem é o discurso Arqueologia de Michel Foucault, с Жозе Гильерме Меркиором[англ.] (1971);
- Imaginário e dominação (1978);
- Habermas, with Bárbara Freitag (1980)
- Édipo e o anjo. Itinerários freudianos em Walter Benjamin (1981)
- Teoria crítica e psicanálise (1983)
- A razão cativa. As ilusões da consciência: de Platão a Freud (1985)
- As razões do Iluminismo (1987)
- O espectador noturno. A Revolução Francesa através de Rétif de la Bretonne (1988)
- A coruja e o sambódromo (1988)
- A latinidade como parado (1999)
- A razão nômade: Walter Benjamin e outros viajantes (1994)
- Mal-estar na modernidade (2001)
- Os dez amigos de Freud  (2003)
- Idéias: da cultura global à universal (2003)
- Riso e Melancolia (2007)
- Criação no Brasil de uma Escola Superior de Administração Pública (1982)
- Rouanet 80 anos (2016).